# География на Ирак
Ирак е държава в Западна Азия, в Близкия Изток, заемаща голяма част от Месопотамия. На югоизток граничи с Кувейт (дължина на границата – 254 km), на юг и югозапад – със Саудитска Арабия (895 km), на запад – с Йордания (147 km), на северозапад – със Сирия (603 km), на север – с Турция (331 km) и на изток – с Иран (1515 km). Общата дължина на сухоземните граници е 3745 km. На югоизток има 18 km брегова ивица с Персийския залив на Арабско море. В тези си граници Ирак заема площ от 437 072 km². От север на юг се простира на 980 km, а от запад на изток – на 630 km. Населението към 1.1.2020 г. наброява 37 056 000 души. Столица е град Багдад.
Територията на Ирак се простира между 29°03′ и 37°23′ с.ш. и между 38°48′ и 48°37′ и.д. Крайните точки на страната са:
- крайна северна точка – (37°22′50″ с. ш. 42°47′28″ и. д. / 37.380556° с. ш. 42.791111° и. д.), на границата с Турция.
- крайна южна точка – (29°03′26″ с. ш. 46°25′39″ и. д. / 29.057222° с. ш. 46.4275° и. д.), на границата със Саудитска Арабия.
- крайна западна точка – (33°22′22″ с. ш. 38°47′35″ и. д. / 33.372778° с. ш. 38.793056° и. д.), на границата със Сирия и Йордания.
- крайна източна точка – (29°55′45″ с. ш. 48°36′45″ и. д. / 29.929167° с. ш. 48.6125° и. д.), устието на река Шат ал-Араб, в Персийския залив, на границата с Иран.[2]

## Релеф
Голяма част от територията на Ирак се заема от равнините на Горна и Долна Месопотамия. На север и североизток са разположени пленинските хребети на Арменската и Иранската планинска земя, където на границата с Иран, в планината Загрос се издига връх Хаджи Ибрахим (3598 m), най-високата точка на страната. На юг и югозапад в пределите на Ирак навлиза северната периферия на Сирийско-Арабското плато с височина до 940 m (връх Унайза). Горна Месопотамия, или Джезире, е равно, леко хълмисто плато с височина 300 – 400 m, с ниския 1460 m хребет Синджар. Долна Месопотамия представлява алувиална низина с височина до 100 m.

## Геоложки строеж, полезни изкопаеми
Ирак е разположен в областта на съчленяването на Средиземноморския геосинклинален пояс и арабската част на Африканската платформа, Месопотамското краево огъване и външната миогеосинклинална зона на планината Загрос. Главната структура на платформената част е антеклизата Рутба, в ядрото на която на повърхността излизат триасови пъстроцветни континентални наслаги, а дълбочината на залягането на докамбрийския фундамент в сводовата част на антеклизата е 2 – 3 km. Месопотамското краево огъване е изпълнено с теригенни, карбонатни и хидрохимически седименти с олигоцено-антропогенова възраст. Дълбочината на залягането на фундамента достига до 12 km. Зоната на Загрос се характеризира със сложен нагънат строеж и развието на тесни, с дължина до 300 km, асиметрични гънки, изградени предимно от кредно-палеогенови флишеви и карбонатни формации.
Основните полезни изкопаеми на Ирак са нефт и газ. Повечето от находищата (Киркук, Ер Румайла, Ез Зубайр, Айн Зала) са свързани с Месопотамското краево огъване. Достоверните и вероятните запаси от нефт се изчисляват на 4,3 млрд. т, а на природен газ – над 500 млрд. m³. Открити са богати находища на фосфорити (Рутба) със запаси над 300 млн. т и сяра (в района на Мосул), която се оценява на 300 млн. т.

## Климат
Климатът в северните части на Ирак е средиземноморски, от континентален тип с горещо, сухо лято и топла, относително дъждовна зима. Средната юлска температура в Мосул е 34 °С, а средната януарска – 7°С. През зимата в планините на север и североизток се задържа снежна покривка и температура пада до −18 °С. В Южен Ирак климатът е тропичен. В Басра средната януарска температура е 11 °С, а средната автустовска – 34 °С, но често дневните температури достигат и до 50 °С. Количеството на годишните валежи в планинските райони е до 500 mm (частично падат във вид на сняг), а на югоизток са едва 60 – 100 mm.

## Води
Най-голямо стопанско значение за Ирак имат реките Ефрат (2800* km) и Тигър (1850* km), пресичащи страната от северозапад на югоизток. Техните води, както и левите притоци на Тигър – реките Голям Заб (473* km), Малък Заб (456* km) и Дияла (231* km) се използват за напояване. Река Ефрат на територията на Ирак не получава никакви по-значителни притоци. При град Ел Курна Тигър е Ефрат се сливат и образуват река Шат ал-Араб (дълга 195* km), вливаща се в Персийския залив. Пълноводието на иракските реки е през пролетта, когато причиняват наводнения, а през лятото и есента силно намаляват оттока си. В Долна Месопотамия има многочислени крайречни езера – Тартар (2710 km²), Ал Милх (1500 km²), Ал Хамар (600 – 1350 km²), Ал Хабания 140 (km²) и др. За пустинните райони на страната са характерни сухите долини вади (уади).

## Почви, растителност, животински свят
По долините на Тигър и неговите притоци Ефрат и Шат ал-Араб са разпространени тесни ивици от алувиални почви, които са плодородни, нуждаещи се от изкуствено напояване, понякога заблатени или засолени. В останалите територии са развити кестеняви и сивоземни степни и полупустинни почви. За северните и североизточните райони са характерни планинско-ливадните почви.
Голяма част от територията на Ирак е заета от степи, преминаващи на югозапад в полупустини и пустини. По склоновете на планините има малки участъци с бодливи храсти и тук-таме дървета, а междупланинските котловини са земеделски усвоени. По бреговете на реките виреят топола, ива, тамарикс. За южните части е характерна финиковата палма, основните насаждения от която са съсредоточени в долината на Шат ал-Араб и в района по долното течение на река Дияла. По долините на Тигър и Ефрат са развити културни ландшафти.
В равнинните райони се срещат газела, диво магаре, ивичеста хиена, чакал, леопард, множество гризачи, влечуги (в т.ч. отровната усойница) и вредни насекоми (саранча, фаланга, скорпион). По бреговете на реките гнездят водоплаващи птици: чапла, фламинго, пеликан.